# Ребёнок с голубем
«Ребёнок с голубем» (исп. Niño con paloma) — одна из самых ранних работ испанского и французского художника Пабло Пикассо, написанная в 1901 году. Она относится к началу голубого периода. Выполнена маслом на холсте. Размер — 73  × 54 см.

## История и описание
В 1900 году Пикассо вместе со своим другом художником Карлосом Касагемасом отправился в Париж, чтобы посетить Всемирную выставку. Его картина «Последние мгновения» принимала в ней участие. Позднее эта работа была записана. Поверх неё появилась картина «Жизнь». Здесь он познакомился с живописью импрессионистов. С этого момента Пикассо искал свой стиль. Он смотрел, изучал и «впитывал» в себя современную французскую живопись.
В 1901 году, Пикассо снова вернулся в Париж, чтобы подготовиться к совместной выставке с Франсиско Итуррино в галерее Амбруаза Воллара.
Вероятно, картина «Ребёнок с голубем» была создана в этот период времени, когда он жил в Париже с испанскими друзьями. Картина написана в начале голубого периода. Это одна из самых ранних работ, в которой проявилась ярко выраженная индивидуальность художника. Он навсегда оставил ученичество, заявив о своём собственном ви́дении мира.
На картине изображена маленькая девочка с короткими рыжими волосами и в белом платье. На её талии бантом завязан тёмно-синий пояс. Девочка прижимает к груди белого голубя. Рядом на земле лежит круглый предмет, похожий на мяч, с ярко окрашенными сегментами. За спиной девочки плоско выписанный фон — синее небо и зелёная трава. Техника изображения довольно новая и интересная. Здесь Пикассо отказывается от мерцающей палитры импрессионистов и рисует грубыми широкими мазками упрощённые очерченные формы. Лишние детали опущены, цвета приглушённые.
Вполне вероятно, что Пикассо изобразил на холсте свою младшую сестру Кончиту, умершую в 1895 году от дифтерии. В то время он испытал сильное горе, и детские воспоминания наверняка были вовлечены в создание картины.
В «Ребёнке с голубем» видны его тёплые искренние чувства к девочке.
В 1901 году художник пережил ещё одно тяжёлое потрясение. Его близкий друг Карлос Касагемас кончил жизнь самоубийством, после чего в работах Пикассо появились темы смерти, печали и нищеты. На холстах стали преобладать холодные синие краски. Этот период его творчества стали называть голубым.

## История владения
Картина «Ребёнок с голубем» находилась в Великобритании с 1924 года. С тех пор она часто меняла владельцев. Она была куплена в 1924 году миссис Уоркман из галереи Александра Рейда в Глазго, но она продала ее Сэмюэлю Курто в 1928 году. После своей смерти в 1947 году он завещал ее Кристабель Макларен, леди Аберконвей, жене Генри Макларена, 2-го барона Аберконвея. После смерти леди Аберконвей семья одолжила картину Лондонской национальной галерее с 1974 по 2010 год. Последние годы работа выставлялась в галерее Института искусства Курто в Лондоне. 
В 2012 году она была продана с аукциона Кристис за 50 миллионов фунтов стерлингов. И хотя аукционный дом отказался объявить нового владельца картины,  в апреле 2013 года газета  «Le Figaro» сообщила, что покупателем стал Национальный музей Катара.